# Kaoru Ishikawa
Pour les articles homonymes, voir Ishikawa.
Kaoru Ishikawa (石川 馨), né à Tokyo le 13 juillet 1915 et mort le 16 avril 1989, est un ingénieur chimiste japonais, professeur à la faculté d'ingénierie de l'université de Tokyo, et un des théoriciens précurseurs de la gestion de la qualité.
On lui doit notamment le diagramme de causes et effets qui est un des outils fondamentaux pour assister les cercles de qualité.
Kaoru Ishikawa développa notamment les idées suivantes en qualité :
- omniprésence de la qualité à chaque processus ;
- implication de tous les acteurs (services, employés) de l'entreprise dans la qualité.

## Carrière
Kaoru Ishikawa est l'aîné de 8 enfants. Son père, Ichiro Ishikawa, chef d'entreprise, fut président du Keidanren (fédération des entreprises japonaises) de 1945 à 1956. En 1939, Kaoru sort diplômé de l'Université de Tokyo avec une spécialité dans la chimie appliquée. Quand le Japon entre en guerre, il est nommé enseigne de vaisseau dans la marine japonaise. A ce titre, il est chargé de diriger un grand complexe industriel, la Nissan Liquid Fuel Company, qui produit le carburant liquide nécessaire aux avions et aux véhicules terrestres à partir du charbon extrait dans l'île de Sakhaline, car le Japon ne peut pas importer de pétrole.
Il quitte Nissan en 1947 pour continuer ses études et préparer son doctorat. Il devient professeur auxiliaire à l'Université de Tokyo où il poursuit ses recherches. En 1946, il rencontre Kenichi Koyanagi au sein de l'union des scientifiques et ingénieurs japonais (JUSE), et devient membre du groupe de recherche sur le contrôle de la qualité. En 1948, il rencontre d'autres théoriciens de la qualité : William Edwards Deming, Joseph Juran et Armand Vallin Feigenbaum, dont il a traduit et popularisé les œuvres au sein du monde industriel japonais.
En 1956, il est nommé directeur exécutif de la JUSE et lance aussitôt un cours de contrôle de la qualité à la radio. Des milliers de cadres de l'industrie écoutent ce cours chaque matin, avant de partir au travail. Puis il lance une revue mensuelle éditée par la JUSE qui connaît une large diffusion dans les entreprises.
Il obtient son doctorat en 1960, et lance le mouvement des Cercles de Contrôle de la Qualité en 1962. La première entreprise à utiliser ces cercles fut Nippon Telegraph and Telephone. Ils devinrent rapidement populaires et furent à l'origine du concept de TQC (Total Quality Control). Kaoru Ishikawa écrira deux livres sur les cercles qualité (QC Circle Koryo et How to Operate QC Circle Activities) et deux livres sur le contrôle de la qualité (Guide to Quality Control et What is Total Quality Control? : the Japanese Way) tous deux traduits en français.
À son initiative, la JUSE lance en 1969 un programme massif de formation au contrôle de la qualité pour les ingénieurs et cadres supérieurs. Des séminaires résidentiels de cinq jours à raison de neuf heures par jour ont lieu dans plusieurs grandes villes. Chaque année, cinq cents personnes environ participent à ces séminaires.
En 1971, il est primé pour ses travaux sur le contrôle de qualité (Eugene L. Grant Award), avant de devenir à partir de 1975 conférencier aux États-Unis et en Europe jusque dans les années 1980.
Il décède le 16 avril 1989 d'une hémorragie cérébrale.